# نيل أشبي
نيل أشبي (بالإنجليزية: Neil Ashby)‏ هو فيزيائي أمريكي، ولد في 5 مارس 1934 في دالهارت في الولايات المتحدة.